# Шатуновский, Вильям Зиновьевич
Вильям Зиновьевич Шатуновский (наст. имя Виллиан; 1910, Таганрог — 1985, Ростов-на-Дону) — советский театральный актёр, педагог, режиссёр, народный артист РСФСР.

## Биография
Родился в 1910 году в Таганроге.
Получил традиционное еврейское религиозное образование. Работал бухгалтером, одновременно играл на сценах различных клубов Ростова-на-Дону — строителей, швейников, кожевников. Так начался его творческий путь в 1928 году. В семнадцать лет был принят в коллектив безработных артистов, с которым объездил всю Ростовскую область (Сальск, Миллерово). С 1931 года играл в Ростовском музыкальном театре сатиры и Новочеркасском драматическом театре. В 1933—1935 годах работал в Таганрогском театре. В 1933—1935 годах выступал в Ростове-на Дону в открывшимся в городе ТРАМе, стал ведущим артистом театра.
С 1937 года стал актёром Ростовского театра драмы, которым руководил Ю. А. Завадский.
Был председателем Ростовского отделения Всесоюзного театрального общества, общественным директором ростовского Дома актёра, педагогом в Ростовском училище искусств. Ставил спектакли как режиссёр, написал пьесу.
Умер в 1985 году в Ростове-на-Дону. Похоронен Северном кладбище в Ростове-на-Дону.

## Награды и премии
- Заслуженный артист РСФСР (1957).
- Народный артист РСФСР (1970).

## Работы в театре
- 1947 — «Глубокие корни» Д. Гоу и А. Д’Юссо — Лэнгдон
- 1950 — «Учитель танцев» Лопе де Вега — Белярдо
- 1957 — «Дачники» М. Горького — Суслов
- 1959 — «Гамлет» У. Шекспира — Клавдий
- 1963 — «Поднятая целина» по М. А. Шолохову — Устин Рыкалин
- 1970 — «Первая конная» В. В. Вишневского — ротмистр
- «Перед заходом солнца» Г. Гауптман — Матиас Клаузен
- «Без вины виноватые» А. Н. Островского — Незнамов
- «Егор Булычов и другие» М. Горького — Трубач
- «На дне» М. Горького — Барон
- «Каменный гость» А. С. Пушкина — Дон Гуан
- «Овод» по Э. Л. Войнич — Артур
- «Двенадцатая ночь» У. Шекспира — сэр Эгьючик
- «Живой труп» Л. Н. Толстого — следователь
- «Поднятая целина» по М. А. Шолохову — Любишкин
- «Тихий Дон» по М. А. Шолохову — Коршунов
- «Укрощение строптивой» У. Шекспира — Педант
- «Хитроумная влюблённая» Лопе де Вега — капитан Бернардо
- «Варвары» М. Горького — Монахов
- «Половчанские сады» Л. Леонова — Стрекопытов

## Фильмография
- 1958 — Тихий Дон — Осип Давыдович Штокман